# Marta Lempart
Marta Mirosława Lempart (Lwówek Śląski, 1979) è un'attivista polacca.
È particolarmente impegnata nella lotta per i diritti delle donne e della comunità LGBT in Polonia ed è fondatrice del movimento Ogólnopolski Strajk Kobiet ("Donne di tutta la Polonia in sciopero").
Attiva dal 2016 in proteste diffuse contro l'inasprimento delle leggi sull'aborto sotto il partito conservatore Diritto e Giustizia (in polacco Prawo i Sprawiedliwość), Lempart è stata presa di mira dal governo con arresti e accuse e ha subito minacce di morte da parte degli oppositori delle proteste.
Il suo lavoro ha incluso anche la difesa della parità di diritti per i membri della comunità LGBT polacca e per le persone con disabilità. È una sostenitrice del secolarismo inteso come processo di separazione tra chiesa e stato.

## Biografia

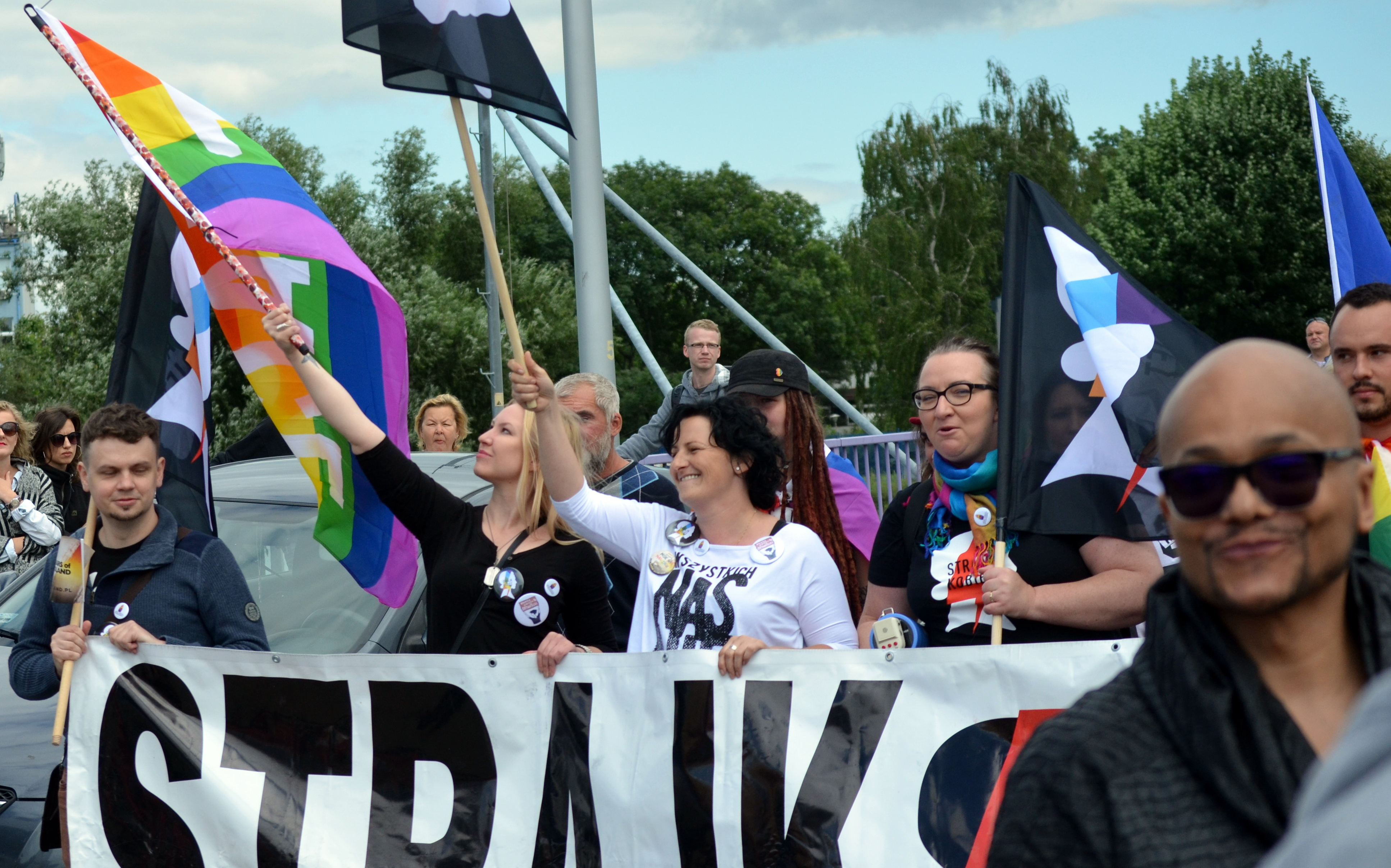
Marta Lempart (a destra) ed altri attivisti a una Parata del Pride nel 2018.

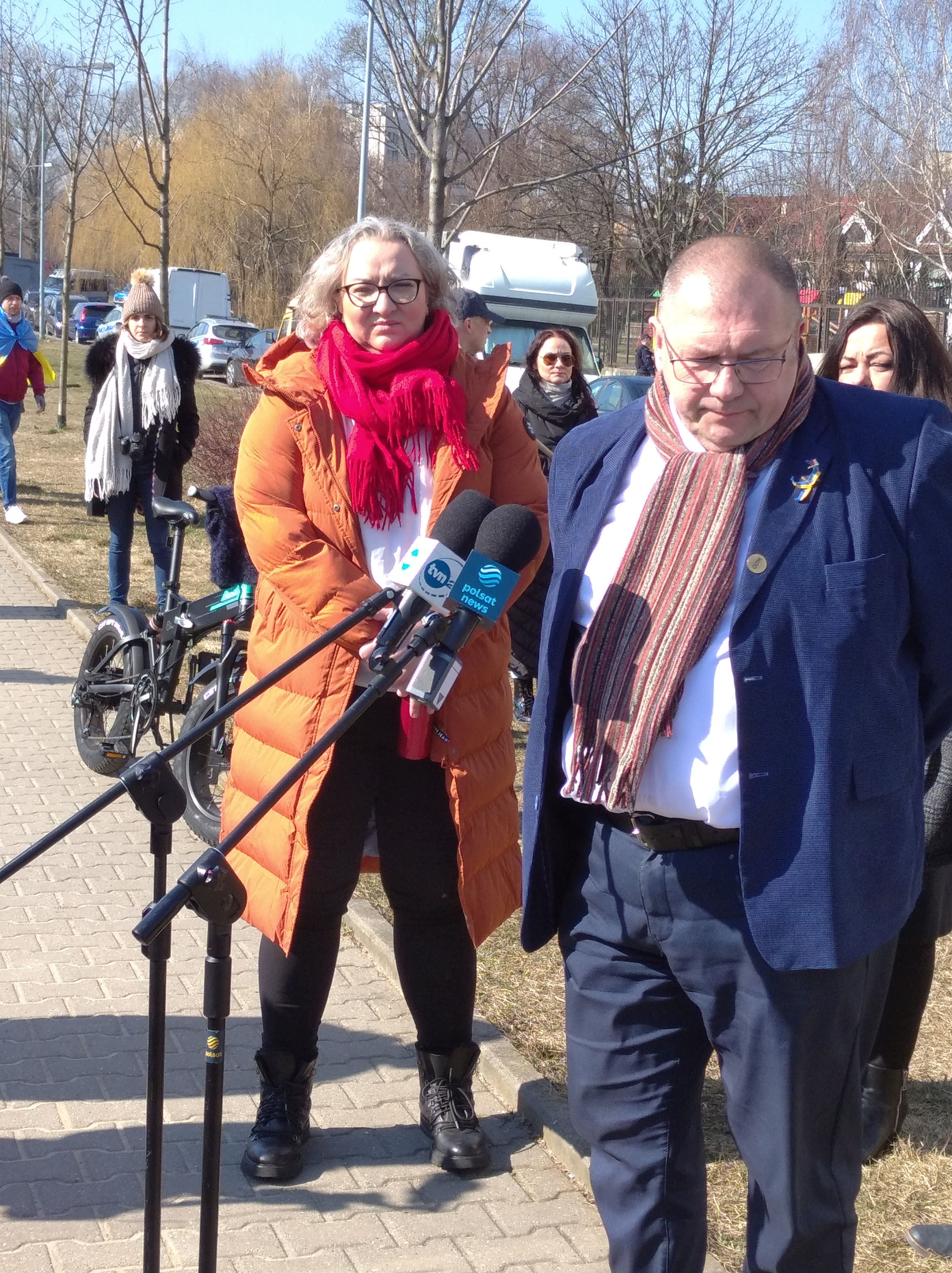
Marta Lempart, 2022.

Marta Lempart è nata nel 1979 a Lwówek Śląski, in Polonia. È di professione avvocato.
Lempart ha ricoperto un ruolo minore nel Ministero polacco del lavoro e delle politiche sociali durante il periodo al potere del partito Piattaforma Civica  (in polacco: Platforma Obywatelska), durante il quale ha lavorato per il miglioramento dei diritti dei disabili nel paese. Ha poi lavorato nello sviluppo della politica degli immobili.
Dopo che il partito conservatore Diritto e Giustizia è salito al potere nel 2015, Lempart ha iniziato a collaborare con il Komitet Obrony Demokracji ("Comitato per la difesa della democrazia"), una ONG filoeuropea.

## Attivismo
L'attivismo di Lempart è incentrato sul femminismo e sostenitrice del secolarismo inteso come processo di separazione tra stato e Chiesa.
Nel 2016, ha co-fondato il movimento Ogólnopolski Strajk Kobiet, un movimento sociale a sostegno dei diritti delle donne, durante i preparativi per le "proteste  delle donne in nero" pro-aborto. Descrive gli obiettivi del gruppo come un migliore accesso all'aborto, diritti delle donne e della comunità LGBT più forti, separazione tra chiesa e stato e una migliore assistenza sanitaria.  Il 25 settembre 2016, in occasione di una manifestazione a Wrocław, lancia l'idea di uno sciopero nazionale fissando come data il 3 ottobre di quello stesso anno. Questa proprosta s'ispirò allo Sciopero delle donne islandesi del 1975 che ebbe, grazie al suo seguito, grosse ripercussioni nel paese. La manifestazione fu organizzata in una settimana utilizzando Facebook, e ottenne oltre 100.000 adesioni. In Polonia è chiamato il lunedì nero perché le donne scelsero quel colore per essere più visibili. Ci furono manifestazioni in circa 147 centri abitati e a Varsavia si calcola che sfilarono fra le 30.000 e le 40.000 persone.
Lempart si è candidata a una carica amministrativa locale a Breslavia nel 2018 ma non ha ottenuto un seggio. Si è anche candidata per il Parlamento europeo l'anno successivo ma senza successo.
Il movimento Ogólnopolski Strajk Kobiet, che continua a guidare, è stata una delle principali forze alla base delle proteste in Polonia del 2020-2021, una protesta antigovernativa nota anche come strajk kobiet ("sciopero delle donne" in polacco) in risposta all'inasprimento delle leggi sull'aborto. Lempart ha incoraggiato i cattolici a prendere posizione contro la loro chiesa durante le proteste, che hanno suscitato una notevole opposizione.
È stata arrestata varie volte durante i suoi anni di attivismo e accusata di dozzine di reati. Nel febbraio 2021, il governo polacco ha accusato Lempart di reati penali per il suo ruolo nelle proteste di sciopero delle donne e le critiche alla Chiesa cattolica, che ha descritto come una forma di pressione politica sul suo movimento. Ha anche ricevuto minacce di morte dagli oppositori, costringendola ad abitare in una località segreta e lontano da casa sua.

## Vita privata
Lempart si identifica come lesbica. Anche la sua compagna, Natalia Pancewicz, è coinvolta nell'attivismo femminista.